# Sălsig
Sălsig é uma comuna romena localizada no distrito de Maramureș, na região histórica da Transilvânia. A comuna possui uma área de 22.12 km² e sua população era de 1518 habitantes segundo o censo de 2007.